# 乳酸リンゲル液
乳酸リンゲル液（略称：RL、別称：乳酸リンゲル液、ハルトマン液）は、塩化ナトリウム、乳酸ナトリウム、塩化カリウム、塩化カルシウムを水に溶解した混合液である。循環血液量減少や低血圧の患者の体液や電解質の補給に使用される。また、化学熱傷後の眼の洗浄にも使用できる。静脈内注入または、または患部に直接投与される。
副作用には、アレルギー反応、高カリウム血症、循環血液量過多、高カルシウム血症などがある。特定の薬との混合には適さない場合があり、輸血と同じ投与経路での使用を推奨しない説もある。乳酸リンゲル液は、通常の生理食塩水に比べて高クロール血性アシドーシスの発生率が低い 。妊娠中および授乳中の使用は一般的に安全である。乳酸リンゲル液は晶質液系の製剤である。等張性、すなわち血液と同じ浸透圧を有する。
リンゲル液は 1880年代に発明された。乳酸は1930年代に添加された。これは、世界保健機関の必須医薬品リストに掲載されている。乳酸リンゲル剤は、ジェネリック医薬品として入手可能である。肝機能障害のある人には、乳酸を酢酸に置き換えた酢酸リンゲル液がより良い代替品かもしれない。スカンジナビアでは酢酸リンゲル液が通常使用される。日本では、これらに加えて、乳酸を重炭酸に置き換えた重炭酸リンゲル液も使用されている。

## 医療用途
乳酸リンゲル液は、外傷、手術、火傷（出血性ショックなど）による失血後の輸液蘇生に一般的に使用される。
乳酸リンゲル液が使用されるのは、肝臓での乳酸代謝の副産物が、急性体液喪失や腎不全で生じる化学的不均衡であるアシドーシスを中和するためである。数時間にわたる大量の輸液蘇生では、乳酸リンゲル液は通常の生理食塩水よりも安定した血液の酸塩基平衡を維持する。
乳酸リンゲル液（RL）の静脈内投与量は、通常、推定される体液喪失量と推定される体液不足量から算出される。輸液蘇生の場合、通常の投与速度は 20 ～ 30 mL/kg 体重/時間である。RLはナトリウム含量（130mEq/L）が特に小児では低すぎると考えられ、またカリウム含量（4mEq/L）も電解質の1日必要量を考えると低すぎるので、維持療法（維持液）には適さない。さらに、またRLは重炭酸塩に変換されるため、長期間使用すると患者はアルカローシスに陥る。
乳酸リンゲル液および他の晶質液も、薬物の 静脈投与用の基剤として使用される。

## 化学
乳酸リンゲル液 1 リットルには以下が含まれる。
- 130–131 mEqのナトリウムイオン= 130mmol/L
- 109–111 mEq の塩化物イオン = 109mmol/L
- 28–29 mEq の乳酸イオン = 28mmol/L
- 4–5 mEq のカリウムイオン = 4mmol/L
- 2 ～ 3 mEq のカルシウムイオン = 1.5mmol/L

リンゲル乳酸塩の浸透圧は273 mOsm/Lで、pHは6.5である。乳酸は肝臓によって重炭酸塩に代謝され、代謝性アシドーシスの是正に役立つ。乳酸リンゲル液は、クエン酸回路での消費、二酸化炭素1分子の生成、そして肺からの排泄を経てアルカリ化される。それらは、溶液中の強イオン差を増加させ、プロトンの消費と全体的なアルカリ化効果をもたらす。 
この溶液は、正常な血漿に見られるイオン化濃度と同様の濃度のカリウムとカルシウムを有するように調整されている。電気的中性を維持するために、溶液のナトリウム濃度は血漿や生理食塩水よりも低くなっている。
一般に、塩化ナトリウム(NaCl)、乳酸ナトリウム(CH 3 CH(OH)CO 2 Na)、塩化カルシウム(CaCl 2 )、および塩化カリウム(KCl) を蒸留水に溶解したものが構成イオン源となる。乳酸ナトリウムを含まないリンゲル液も同じ成分だが、塩化マグネシウム(MgCl 2 ) を含むこともある 。
さまざまなメーカーから提供されているリンゲル液の組成には、わずかなバリエーションがある。そのため、乳酸リンゲルという用語は、1 つの正確な製剤と同一視されるべきではない。 

## 歴史
リンガー生理食塩水は、1880年代初頭に英国の医師であり生理学者であるシドニー リンガーによって発明された。リンガーは、体外に分離されたカエルの心臓の鼓動を研究していた。彼は、隔離された心臓がしばらくの間正常に拍動することを可能にする血液中の物質を特定することを望んだ。リンガーが開発した無機塩類の原液の使用は、徐々に普及した。1930年代には、アメリカの小児科医アレクシス・ハルトマンがアシドーシスの治療のために原液をさらに改良した。ハルトマンは、酸の緩衝剤として作用することでpHの変化を緩和する乳酸塩を加えた。したがって、この溶液は「乳酸リンゲル液」または「ハルトマン液」として知られるようになった。 

## 製剤
リンゲル液は、技術的には乳酸を含まない生理食塩水成分のみを指す。一部の国では代わりに、同様の特性を持つ酢酸リンゲル液を使用している。これは、嫌気性代謝の徴候（例えば、敗血症性ショック、血液量減少性ショックを伴う）について血中乳酸を分析する際に役立つと考えられたからである。その後、乳酸は輸液投与されるよりもはるかに速く代謝されることが示されている。乳酸リンゲルは、おそらく肝不全の最も深刻な症状を除いて、血中乳酸値の上昇を引き起こさないはずである。

## 獣医学分野での使用
小動物の慢性腎不全の治療または緩和ケアに使用される。溶液は静脈内または皮下組織に投与することができる。液体を皮下に投与することにより、静脈路を留置する必要がないため、素人でも訓練を受ければ溶液を動物に容易に投与できる。溶液は皮下から動物の血流にゆっくりと吸収される。